# Manuel (película)
Manuel es una película venezolana de 1979 dirigida por Alfredo J. Anzola. Se trata del segundo largometraje de Anzola y formó parte de la selección oficial en el Festival Internacional de Cine de San Sebastián en 1980.
La película fue objeto de censura por presiones de la iglesia católica, lo que limitó su distribución en Venezuela. A pesar de esto, la película fue elogiada por la crítica por su abordaje de temas como la lucha por la defensa del territorio y la resistencia de las comunidades locales frente a proyectos de desarrollo turístico que amenazan su modo de vida.

## Sinopsis
Alma Rosa (Virginia Urdaneta), empleada de la biblioteca municipal y Aparicio (Víctor Cuica) y su esposo, fotógrafo, reciben en Píritu a Manuel, el nuevo sacerdote. Mientras Manuel (Asdrúbal Meléndez) se enamora de Alma Rosa mientras descubre que la zona adyacente al lago, donde trabajan los pescadores, será arrasada para construir una urbanización turística. Los promotores de la urbanización liderados por Chuo Gil (Lilo Farías), al enterarse de este amor y de la resistencia de los pescadores liderada por Manuel, utilizan a Caraota (Víctor Cuica), para recopilar pruebas de la infidelidad y poner a Aparicio en contra del sacerdote y de los pescadores.

## Reparto
- Asdrúbal Meléndez como Manuel
- Virginia Urdaneta como Alma Rosa
- Julio Mota como Aparicio
- Víctor Cuica como Caraota
- Lilo Farías como Chuo Gil
- Olgamarina Yrausquín
- Kiddio España
- Norah García
- Giuditta Gasparini
- Domingo Ramones
- Mary Jubes
- Gregorio Rafael Salazar
- María Eugenia Jácome
- Agustín Pérez
- Rafael Aguana
- Carmen de Villasana
- Valentín Rodríguez
- María de Carpio
- Ignacio Loyola
- María Santoyo
- Isaac Mezones
- Pancho Gutiérrez
- José Gonzalo Patrizi
- Jaime Villasana
- Manuel Pérez Iturbe
- Nancy Mora
- Asención Salazar
- Zulay Salazar
- Calú Fermandois
- Mario Nazoa
- Olegario Barrera
- María del Carmen García
- Sonia Valle
- Emma Matos

## Censura
La película fue censurada en varias ciudades de Venezuela, luego de la presión ejercida en el diario La Religión por figuras como Monseñor Domingo Roa Pérez, arzobispo de Maracaibo, Monseñor Luis Eduardo Henríquez Jiménez, arzobispo de Valencia, Monseñor Alfredo Rodríguez, arzobispo de Cumaná y el P. Juan Cardon de Lichtbuer.
El 13 de febrero de 1980, apareció en los diarios El Nacional y El Universal, una carta al público titulada ¿Cine o difamación religiosa?, precedida de una nota del P. Juan Cardon de Lichtbuer, y firmada por numerosas personas, entre quienes se encontraban Ligia Betancourt, esposa de Ramón J. Velásquez, quien posteriormente fue presidente de la República.
Esto llevó a que el Concejo Municipal de Maracaibo, el 28 de abril de 1980, declarase la película como "inexhibible". El Concejo Municipal de Barquisimeto, por otra parte, permitió que se pasase el film, pero solo a partir de las 11:00 de la noche, sabiendo que no existía ninguna sala de la ciudad que ofreciese funciones a esa hora.
El P. Carmelo Manuel Vilda de Juan, S.J., aunque se opuso fuertemente a la película, condenó la censura y etiquetó a los firmantes de la carta publicada en El Nacional y El Universal de "combo de beatas". Otras voces dentro de la iglesia católica tuvieron opiniones positivas, como el P. Arturo Sosa, S. J. (desde la Revista del Centro Gumilla), Marta Sosa y Otto Mauro. Lo mismo ocurrió con la revista católica Pueblo y liberación, que mostró simpatía ante la película.

## Temas
La trama aborda los conflictos que surgen en una comunidad costera venezolana con la llegada de un nuevo sacerdote y la amenaza de una urbanización turística en sus tierras. La película explora temas como la lucha por la defensa del territorio, la resistencia de las comunidades locales frente a proyectos de desarrollo turístico que amenazan su modo de vida y la complejidad de las relaciones humanas en medio de conflictos sociales.

## Producción
La película fue producida por Cine Seis Ocho S.A. y dirigida por Alfredo J. Anzola. El rodaje tuvo lugar en las localidades de Píritu y Puerto Píritu, ubicadas en el estado Anzoátegui, Venezuela. La banda sonora estuvo a cargo de Juan Carlos Núñez e incluyó canciones de Cecilia Todd.

## Recepción y legado
A pesar de la censura, Manuel fue elogiada tanto a nivel nacional como internacional, recibiendo críticas positivas de Susana Rotker, Pablo Antillano,  Jacobo Penzo, el P. Arturo Sosa, S. J., o Michael Ventura para LA Weekly.
Recibió el Premio del Jurado en el Festival de Cartagena de 1979 y formó parte de la selección oficial del Festival Internacional de Cine de San Sebastián en 1980. La película es considerada una obra significativa en la filmografía venezolana por su enfoque en problemáticas sociales y su narrativa comprometida.

## Premios y festivales
- 1979: Premio del Jurado en el Festival de Cartagena
- 1980: Selección oficial en el Festival Internacional de Cine de San Sebastián